# Kamateros
Los Kamateros o Camaterus (en griego: Καματηρός) fueron una familia de funcionarios bizantinos de Constantinopla que llegaron a ser prominentes en los siglos X a XII. Varios de sus miembros fueron eruditos y mecenas literarios. La forma femenina del nombre es Kamatera (en griego: Καματηρά). El primer miembro documentado de esta familia fue el spatharokandidatos Petronas Kamateros, quien supervisó la construcción de la fortaleza Sarkel para los jázaros y más tarde se convirtió en strategos de Quersoneso, aproximadamente en 839. Se documentan varios miembros de la familia en los siglos X y XI como funcionarios fiscales o judiciales, Gregorio Kamateros se convirtió en protasekretis y más adelante en gran logoteta para el emperador Alejo I Comneno.
La familia alcanzó su apogeo en el siglo XII, durante el reinado de Manuel I Comneno y la dinastía Angelo. El sebastos Juan Kamateros gozó del favor de Manuel I y fue nombrado logothetes tou dromou a finales de los años 1150. El sebastos Andrónico Kamateros se convirtió en eparca de Constantinopla y droungarios de la Vigla y también fue un notable teólogo. Su hijo, Basilio Kamateros, fue logothetes tou dromou durante el reinado de Isaac II Ángelo, y su hija, Eufrosina Ducaina Kamatera, se casó con el emperador Alejo III Ángelo. La familia también fue el origen de dos patriarcas de Constantinopla, Basilio II (1183-1186) y Juan X (1198-1206). Otro Juan fue arzobispo de Bulgaria después de 1186.